# Чердынский Богословский монастырь
Че́рдынский Иоа́нно-Богосло́вский монасты́рь — мужской монастырь Соликамской епархии Русской православной церкви, расположенный в городе Чердынь Пермского края.
Упразднён в 1784 году, после его монастырские храмы становятся приходскими. В 1910 году монастырь возрожден как женский, но в 1918 году игумения Руфина (Кокорева) с насельницами покинула монастырь, уйдя на восток с Белой армией. После этого храмы монастыря снова стали приходскими. Возрождён в 2004 году как мужской монастырь.

## История монастыря
Чердынский Иоанно-Богословский мужской монастырь был основам предположительно в 1462 году епископом Пермским Ионой на живописном берегу реки Колвы. В XVI веке Чердынский монастырь посетил царь Иоанн IV Васильевич. В 1580 году обитель получила от него жалованную грамоту, которая давала монастырю большую самостоятельность в хозяйственных и духовных делах, причем эту грамоту подтверждали вновь вступающие на престол русские цари в 1586, 1600, 1608, 1615 и 1624 годах.
В 1718 году в Чердынском монастыре была построена новая каменная 2-престольная церковь в честь святого апостола Иоанна Богослова. Но вскоре в связи с екатерининской реформой Церкви у монастыря были отняты все земли. В 1784 монастырь был закрыт, монастырские вотчины отошли к Троице-Сергиевой Лавре. Монастырские здания были проданы, Иоанно-Богословская церковь была закрыта.
В 1910 году по ходатайству епископа Пермского Палладия монастырь был вновь открыт уже как женский. После октябрьской революции монастырь был закрыт в 1919 году, монахини во главе с игуменьей Руфиной (Кокоревой) разогнаны.

## Современная жизнь обители
13 сентября 2003 года Чердынскому Иоанно-Богословскому монастырю исполнилось 540 лет со дня основания. Была совершена первая за многие века Литургия епископом Пермским и Соликамским Иринархом (Грезиным).
В 2004 году по указу Священного Синода РПЦ Чердынский монастырь был восстановлен как мужской. По словам настоятеля монастыря игумена Герасима (Гавриловича):

В Иоанно-Богословском монастыре хорошо было то, что он почти не закрывался. Он был закрыт с 1939-го по 1946 год, а в остальное время всегда действовал как приход. Единственный на всю округу. Господь сохранил его не разграбленным, не разрушенным. <…> Когда мы с братиями приехали сюда, храм действовал, а жить было негде — келейный корпус был в аварийном состоянии. Началось хождение по мукам, так как охранная зона уже существовала, реконструкцию надо было согласовывать со специалистами, в местном бюджете денег на это не было. Ответственность никто на себя брать не хотел… Хорошо, что тогда законы не были столь жестки в экономическом плане. Мы восстановили братский корпус, а потом смогли приобрести дом, где образовался духовный центр: воскресная школа для детей и взрослых, гостиница для паломников.

20 июня 2008 года состоялось торжественное открытие восстановленного братского корпуса на средства благотворителей. Сейчас в монастыре подвизаются несколько насельников. В 2011 году отреставрирована церковь в честь апостола и евангелиста Иоанна Богослова.

## Известные настоятели (годы упоминания)
- Дионисий, архимандрит (с 1462)
- Иоана, святитель (1470)
- Варлаам, строитель (1580)
- Антоний, строитель (1586)
- Андриан, игумен (1600)
- Иов, чёрный поп (1608)
- Антоний, чёрный поп (1615)
- Трифон, старец (1624—1630)
- Герасим (Путников), строитель (1630—1631)
- Варсонофий (Горяинов) (1637)
- Никифор (1663)
- Евфимий, игумен (1680)
- Симеон (1705)
- Дионисий, архимандрит (1700)
- Никита, игумен (1737—1738)
- Иосиф, архимандрит (1745—1747)
- Иов (1751)
- Руфина (Кокорева) (1911—1919)
- Герасим (Гаврилович), игумен (с 2004)

## Архитектура монастыря
Церковь Иоанна Богослова в Чердынском Иоанно-Богословском монастыре.
Кирпичная церковь, дата постройки: 1704—1718 гг. Двухпрестольный храм, первоначально был окружен сводчатой галереей. Четверик верхнего храма увенчан восьмигранным барабаном главки, в котором устроена звонница. Внизу тёплый храм Иоанна Богослова, вверху летний Вознесенский. До 1910 года была приписана к Богоявленской церкви. С 1911 по 1919 передана Чердынскому монастырю. Закрыта в 1940 году, передана местному музею. В 1947 возвращена церкви, более не закрывалась.